# (35096) 1991 GV4
1991 GV4 (asteroide 35096) é um asteroide da cintura principal. Possui uma excentricidade de 0.16699060 e uma inclinação de 2.69054º.
Este asteroide foi descoberto no dia 8 de abril de 1991 por Eric Walter Elst em La Silla.